# Fairburn (Georgia)
Fairburn ist eine Stadt im Fulton County des US-Bundesstaates Georgia. Sie hat 16.768 Einwohner (Stand: 2019) und ist Teil der Metropolregion Atlanta.

## Geschichte
Fairburn liegt an einer Eisenbahnlinie und war ab 1871 der County Seat von Campbell County. Der Ort wurde 1871 in einer Volksabstimmung zum Kreissitz gewählt, die dadurch ausgelöst wurde, dass der ursprüngliche Sitz Campbellton sich in den 1850er Jahren weigerte, die Eisenbahnlinie Atlanta & West Point Railroad wegen des zu erwartenden Lärms durchzulassen. Die Bahnlinie führte stattdessen durch Fairburn. Campbellton verschwand dann, während Fairburn wuchs. Die Lokalregierung von Campbell County ging 1931 während der Großen Depression in Konkurs und wurde zusammen mit dem nördlich gelegenen Milton County zu Beginn des Jahres 1932 in Fulton County eingegliedert.
Die Gemeinde ist nach Fairburn (North Yorkshire) in England benannt.

## Demografie
Nach der Schätzung von 2019 leben in Fairburn 16.768 Menschen. Die Bevölkerung teilte sich im selben Jahr auf in 20,1 % Weiße, 72,9 % Afroamerikaner, 0,2 % amerikanische Ureinwohner, 0,2 % Asiaten und 1,5 % mit zwei oder mehr Ethnizitäten. Hispanics oder Latinos aller Ethnien machten 14,5 % der Bevölkerung aus. Das mittlere Haushaltseinkommen lag bei 46.785 US-Dollar und die Armutsquote bei 23,5 %.